# Реакція Фентона
Реакція Фентона (англ. Fenton reaction) — хімічна реакція розпаду пероксиду водню під дією солей заліза, яку можна описати брутто-рівнянням
Fe2+ + H2O2 → Fe3+ + OH• + OH–.
Ця реакція йде з утворення активних радикалів, які можуть ініціювати радикально-ланцюгові процеси в тому числі і біохімічні, які приводять до руйнування біологічних молекул.
Реакція була вперше описана Габером і Вейсом в 1930 р.